# قرار مجلس الأمن التابع للأمم المتحدة رقم 461
قرار مجلس الأمن التابع للأمم المتحدة رقم 461، المتخذ في 31 ديسمبر 1979، بعد التذكير بالقرار 457 (1979)، أشار المجلس إلى التوتر المتزايد بين إيران والولايات المتحدة، وأدان إيران لاستمرارها في احتجاز الرهائن الأمريكيين في السفارة الأمريكية في طهران. كما استشهد المجلس بأمر محكمة العدل الدولية بالإفراج الفوري عن الرهائن دون أي استثناءات.
وذكّر المجلس الدول الأعضاء بالتهديدات واستخدام القوة في العلاقات الدولية، ودعا القرار مرة أخرى إلى إطلاق سراح الرهائن الأمريكيين والسماح لهم بمغادرة البلاد. كرر القرار الطلب الموجه إلى الأمين العام كورت فالدهايم لتقديم مساعيه الحميدة للبحث عن حل للأحداث وتقديم تقرير عن جهوده قبل اجتماع المجلس مرة أخرى. أخيرًا، قرر المجلس الاجتماع مرة أخرى في 7 يناير 1980، لمراجعة الوضع، واتخاذ أي إجراء آخر إذا لزم الأمر.
تم تبني القرار بأغلبية 11 صوتًا، بينما امتنعت بنغلاديش وتشيكوسلوفاكيا والكويت والاتحاد السوفيتي عن التصويت.